# Pool Sharks
Pool Sharks er en amerikansk stumfilm fra 1915 af Edwin Middleton.